# Медзьно (гмина)
Медзьно (пол. Miedźno) — сельская гмина (волость) в Польше, входит как административная единица в Клобуцкий повет, Силезское воеводство. Население — 7557 человек (на 2004 год).

## Демография
| Перепись                       | Всего   | Всего | Женщины | Женщины | Мужчины | Мужчины |
| ------------------------------ | ------- | ----- | ------- | ------- | ------- | ------- |
| Единицы                        | человек | %     | человек | %       | человек | %       |
| Население                      | 7557    | 100   | 3823    | 50,6    | 3734    | 49,4    |
| Плотность населения (чел./км²) | 66,8    | 66,8  | 33,8    | 33,8    | 33      | 33      |

## Соседние гмины
1. Гмина Клобуцк
2. Гмина Мыканув
3. Гмина Нова-Бжезница
4. Гмина Опатув
5. Гмина Попув